# Sint-Katelijne-Waver
Sint-Katelijne-Waver (franceză Wavre-Sainte-Catherine) este o comună din regiunea Flandra din Belgia. Comuna este formată din localitățile Sint-Katelijne-Waver și Onze-Lieve-Vrouw-Waver. Suprafața totală este de 36,12 km². La 1 ianuarie 2008 comuna avea 19.976 locuitori. 
Sint-Katelijne-Waver se învecinează cu comunele Rumst, Mechelen, Bonheiden, Putte Lier și Duffel.

## Localități înfrățite
- România: Iernut.

1. ↑  Kristof Sels N-VA (în neerlandeză), accesat în 3 mai 2021